# A Very Potter Musical
A Very Potter Musical (d'abord Harry Potter: The Musical et souvent abrégé AVPM) est une comédie musicale produite par StarKid Productions, écrite et composée par Darren Criss et A. J. Holmes,,,,. 
Il s'agit d'une parodie basée sur plusieurs romans autour de Harry Potter, en particulier Harry Potter à l'école des sorciers, Harry Potter et la Coupe de feu, Harry Potter et le Prince de sang-mêlé et Harry Potter et les Reliques de la Mort de Rowling, et des adaptations cinématographiques.

## Synopsis
A Very Potter Musical raconte l'histoire du retour de Harry Potter à l'école de sorcellerie Poudlard, les épreuves et tribulations de l'adolescence, sa participation au tournoi de quidditch et le retour au pouvoir du mage noir Lord Voldemort.

## Distribution
- Darren Criss : Harry Potter
- Joey Richter : Ron Weasley
- Bonnie Gruesen : Hermione Granger
- Jaime Lyn Beatty : Ginny Weasley
- Lauren Lopez : Drago Malefoy
- Brian Rosenthal : Quirinus Quirrel
- Joe Walker : Lord Voldemort[1],[2],[3],[4],[6],[7]
- Joe Moses : Severus Snape
- Dylan Saunders : Albus Dumbledore
- Tyler Brunsman : Cedric Diggory / Cornelius Fudge
- Britney Coleman : Bellatrix Lestrange / élève Poufsouffle
- Devin Lytle : Cho Chang
- Julia Albain : Vincent Crabbe
- Richard Campbell : Neville Longbottom
- Lily Marks : Pansy Parkinson / Molly Weasley / élève Serdaigle / Mangemort
- Jim Povolo : Gregory Goyle / Mangemort / Rumbleroar
- Sango Tajima : Lavender Brown / Mangemort

## Développement
En lisant Harry Potter et la Coupe de feu, Nick Lang et quelques personnes de l'Université du Michigan évoquent la possibilité que Drago Malefoy puisse être amoureux d'Hermione Granger du fait qu'il cherche constamment à l'intimider. Ils créent le concept d'une chanson, Granger Danger, qui conduit à la production d'une comédie musicale Harry Potter. Au moment de l'écriture du scénario, ils demandent à Darren Criss l'autorisation d'utiliser ses chansons Sami (écrite à l'origine pour la web série Little White Lie) et Not Alone, qui sont finalement utilisées pour le spectacle.

## Représentations
La comédie musicale a été représentée du 9 au 11 avril 2009 sur le campus de l'Université du Michigan. Depuis, elle est visible en ligne,. Elle est produite par StarKid Productions sous la direction de Matt Lang,,,,. 

## Accueil
Fin juin 2009, le groupe téléverse toute la comédie musicale sur YouTube pour leurs proches, et elle devient contre toute attente une vidéo virale  qui a été vue des millions de fois,,,,,. Entertainment Weekly la considère parmi les dix meilleures vidéos virales de 2009.
Cette comédie musicale a permis à Starkid d'en créer d'autres autour de Harry Potter (A Very Potter Sequel en 2010 et A Very Potter Senior Year en 2012) mais aussi sur d'autres thèmes, notamment sur Batman en 2012, Holy Musical B@man!, ou encore une parodie du film Aladdin de Disney en 2013, Twisted: The Untold Story of a Royal Vizier.